# MS Zenobia
El MS Zenobia fue un transbordador de tipo Ro-Ro de clase Challenger construido en Suecia, botado en 1979, que volcó y se hundió en el mar Mediterráneo, cerca de Larnaca, Chipre, en junio de 1980. Ahora descansa sobre su costado de babor en aproximadamente 42 metros (138 pies) de agua y fue nombrado por The Times, y muchos otros, como uno de los diez mejores sitios de buceo en naufragios del mundo.

## Hundimiento

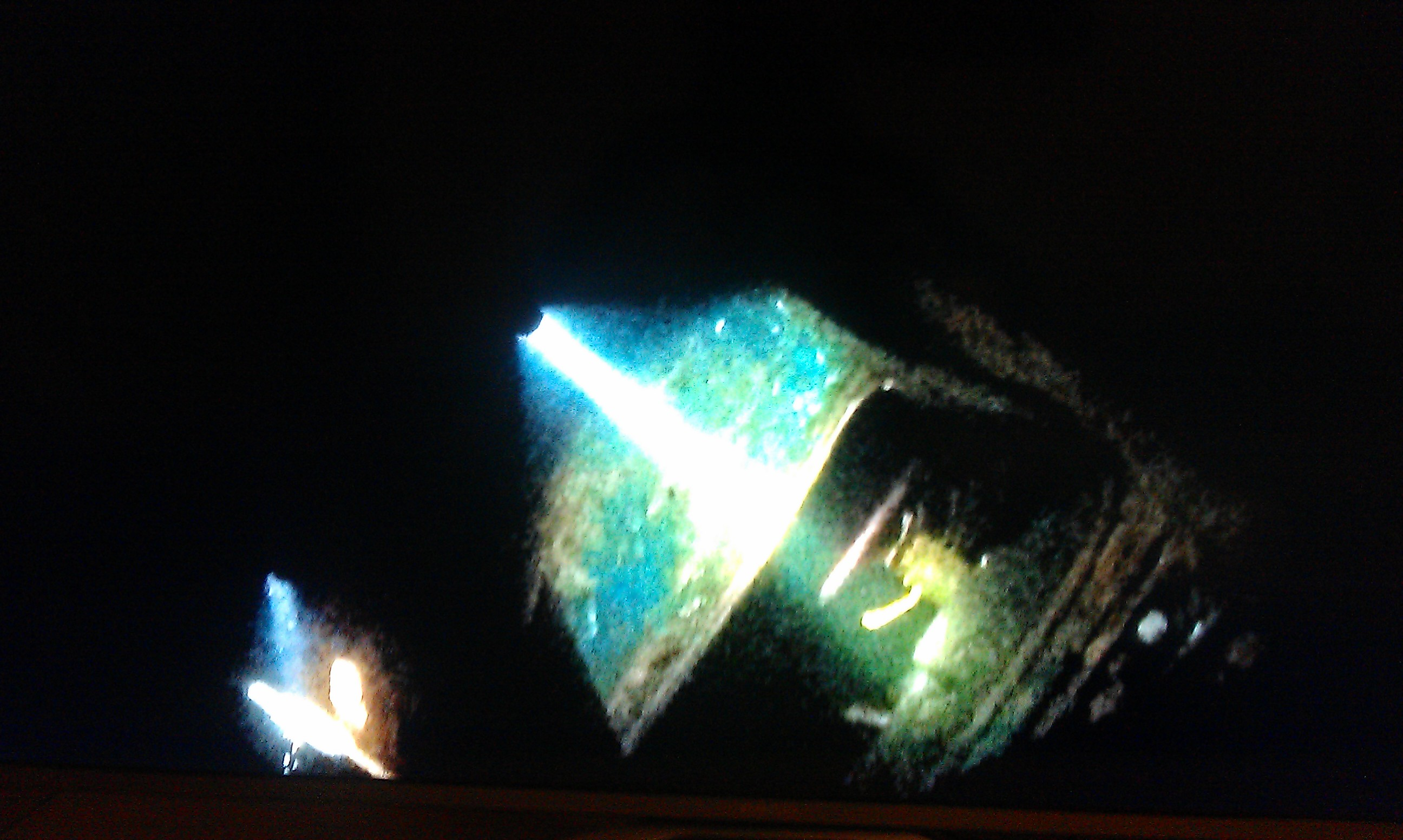
Zenobia: el Lada azul marino del capitán, el único coche a bordo, hacia septiembre de 2017.

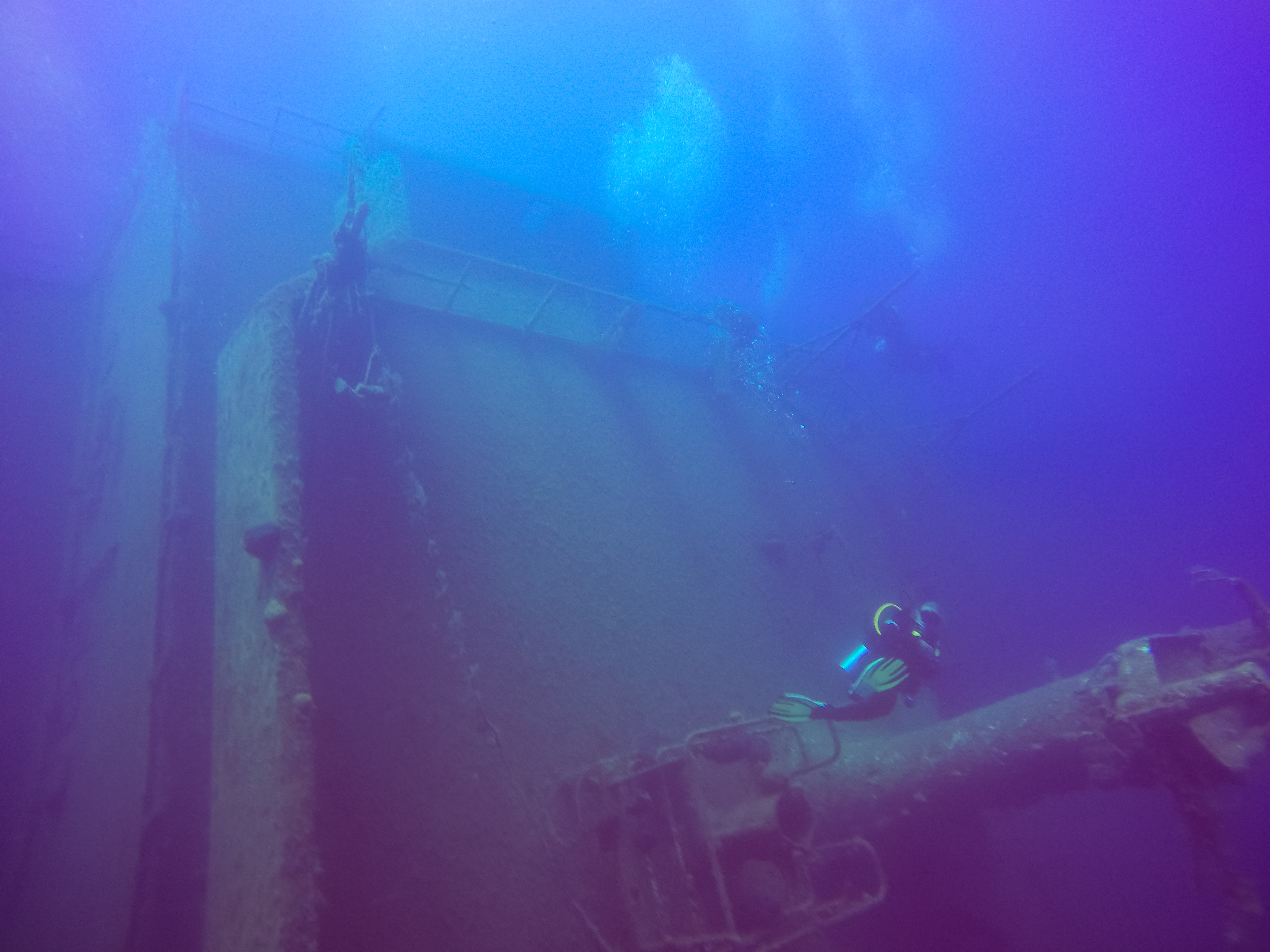
Pecio del buque.

El Zenobia fue construido en el astillero Kockums Varv AB en Suecia y fue entregado a sus propietarios Rederi AB Nordö a finales de 1979. Salió de Malmö, Suecia, con destino a Tartous, Siria, el 4 de mayo de 1980, cargado con 104 tractocamiones con carga destinada al Mediterráneo y Oriente Medio. Pasó por el Estrecho de Gibraltar el 22 de mayo de 1980, parando primero en Heraklion, Creta y luego en El Pireo, Atenas, Grecia. En el camino a Atenas, el capitán notó problemas de dirección y el Zenobia comenzó a escorar hacia babor. Después de los controles, se determinó que la escora fue causada por el exceso de agua que se había bombeado a los tanques de lastre; esta agua fue bombeada y luego partió hacia su penúltima parada en Larnaca, Chipre antes de llegar a Siria.
El 2 de junio de 1980, llegó a Larnaca, donde el problema del lastre había vuelto a ocurrir. Los ingenieros descubrieron que el sistema de bombeo computarizado estaba bombeando agua en exceso a los tanques de lastre laterales debido a un error de software, lo que empeoraba progresivamente la escora. El 4 de junio, el Zenobia fue remolcado fuera del puerto de Larnaca para evitar que se convirtiera en una obstrucción en caso de que ocurriera lo peor y se dejó anclado aproximadamente a 1-1,5 millas (1,6-2,4 km) de la costa. El 5 de junio, con el barco escorado a unos 45°, el capitán despidió a los ingenieros y a la tripulación de mantenimiento y solicitó permiso para devolver el barco al puerto de Larnaca. Las solicitudes fueron denegadas.
Alrededor de las 2:30 am del 7 de junio de 1980, Zenobia volcó y se hundió en la bahía de Larnaca a 34°53.5′N 33°39.1′E (a 1.500 m, 4.900 pies de la costa) a una profundidad de aproximadamente 42 metros (138 pies), llevándose consigo su cargamento valorado en 200 millones de libras esterlinas.. No hubo víctimas en el desastre.
Un documental de Discovery Channel investigó la teoría de si Zenobia fue saboteada por el Mossad y el MI6.
De sus dos barcos gemelos, el Wawel sigue operativo en enero de 2021; el SeaFrance Cézanne fue desguazado en octubre de 2011.

## Pecio
El pecio se clasifica constantemente como uno de los 10 mejores sitios de buceo recreativo en todo el mundo. Como sitio de buceo, el naufragio del Zenobia ofrece una amplia gama de desafíos para los buceadores, desde una inmersión bastante simple a 16 metros (52 pies) de profundidad a lo largo del lado de estribor del barco (adecuado para buceadores recién calificados); pasando a una inmersión más avanzada dentro de la cubierta superior del automóvil y el bloque de alojamiento, hasta inmersiones extremadamente aventureras dentro de la cubierta inferior del automóvil o la sala de máquinas (que solo son adecuadas para buceadores muy experimentados).

## Galería

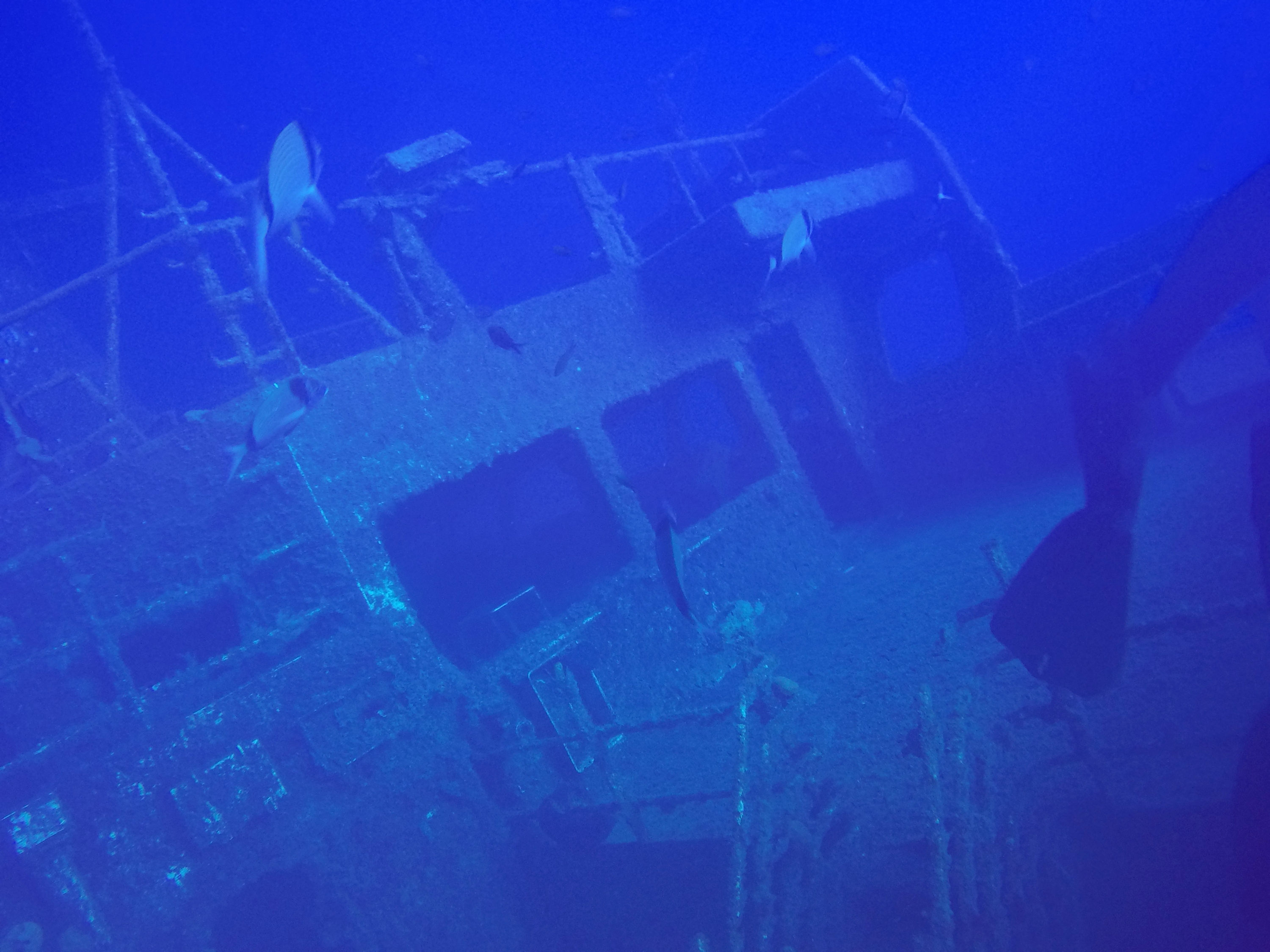
Puente de mando
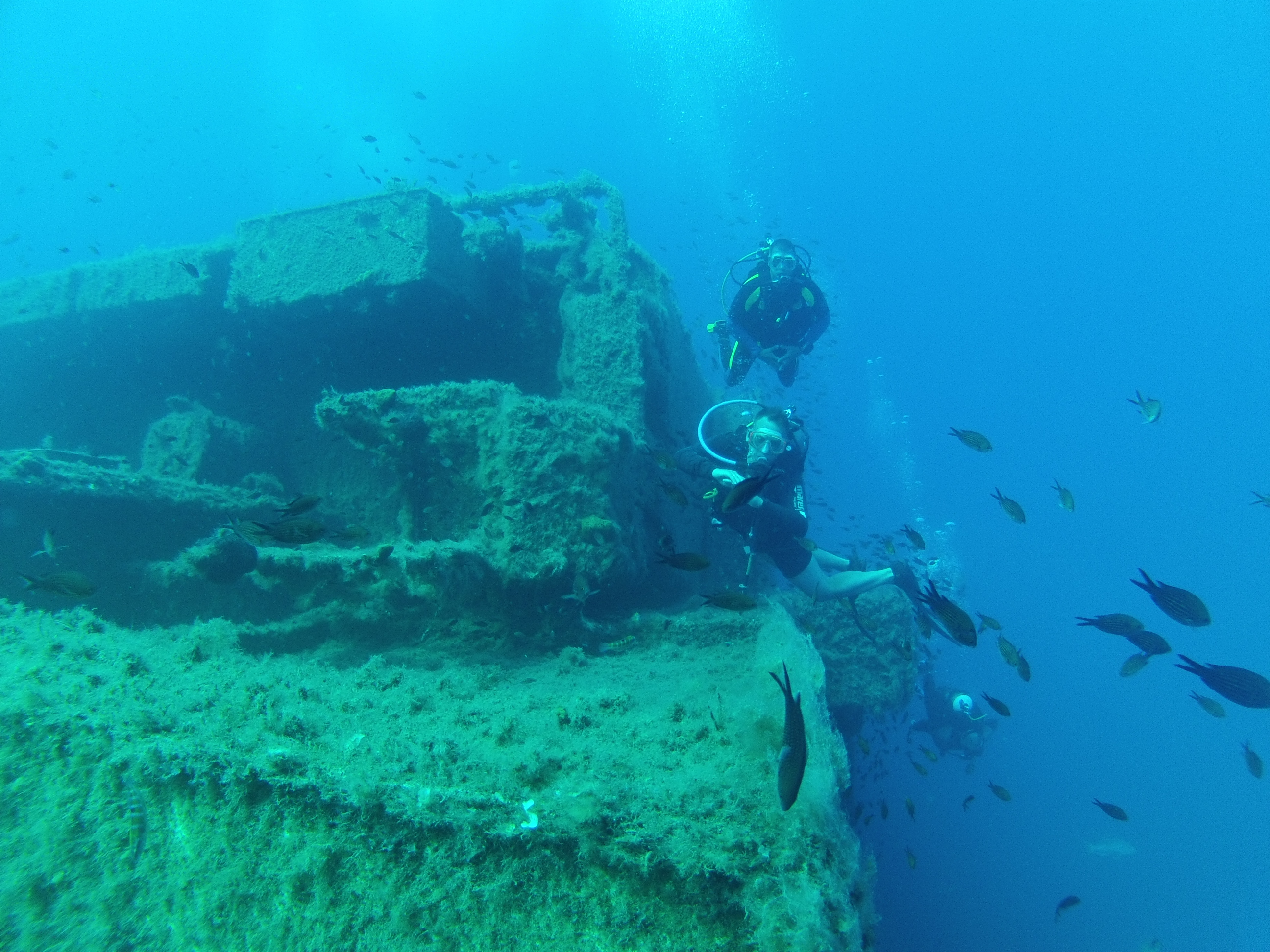
Buceadores
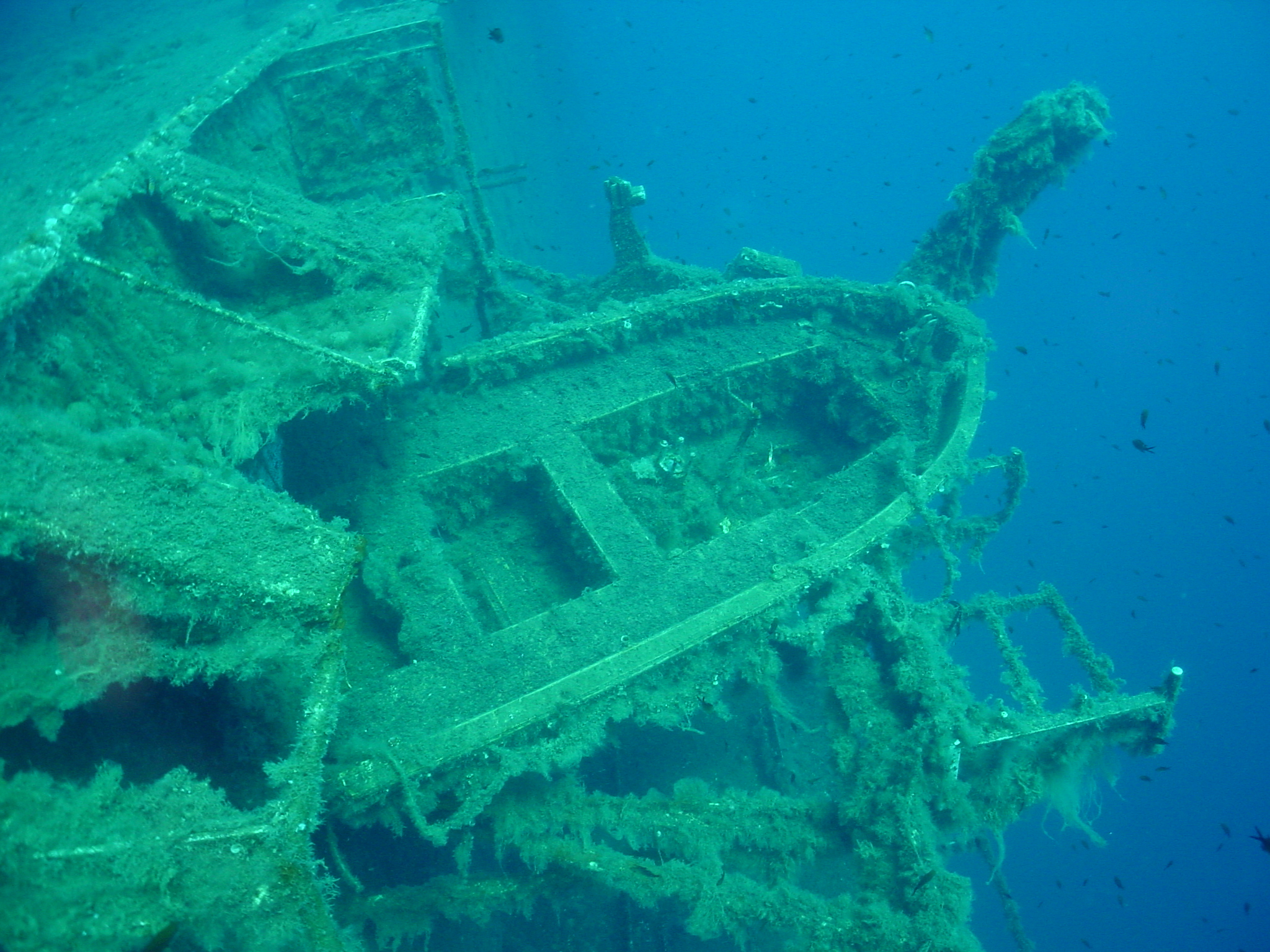
Bote salvavidas
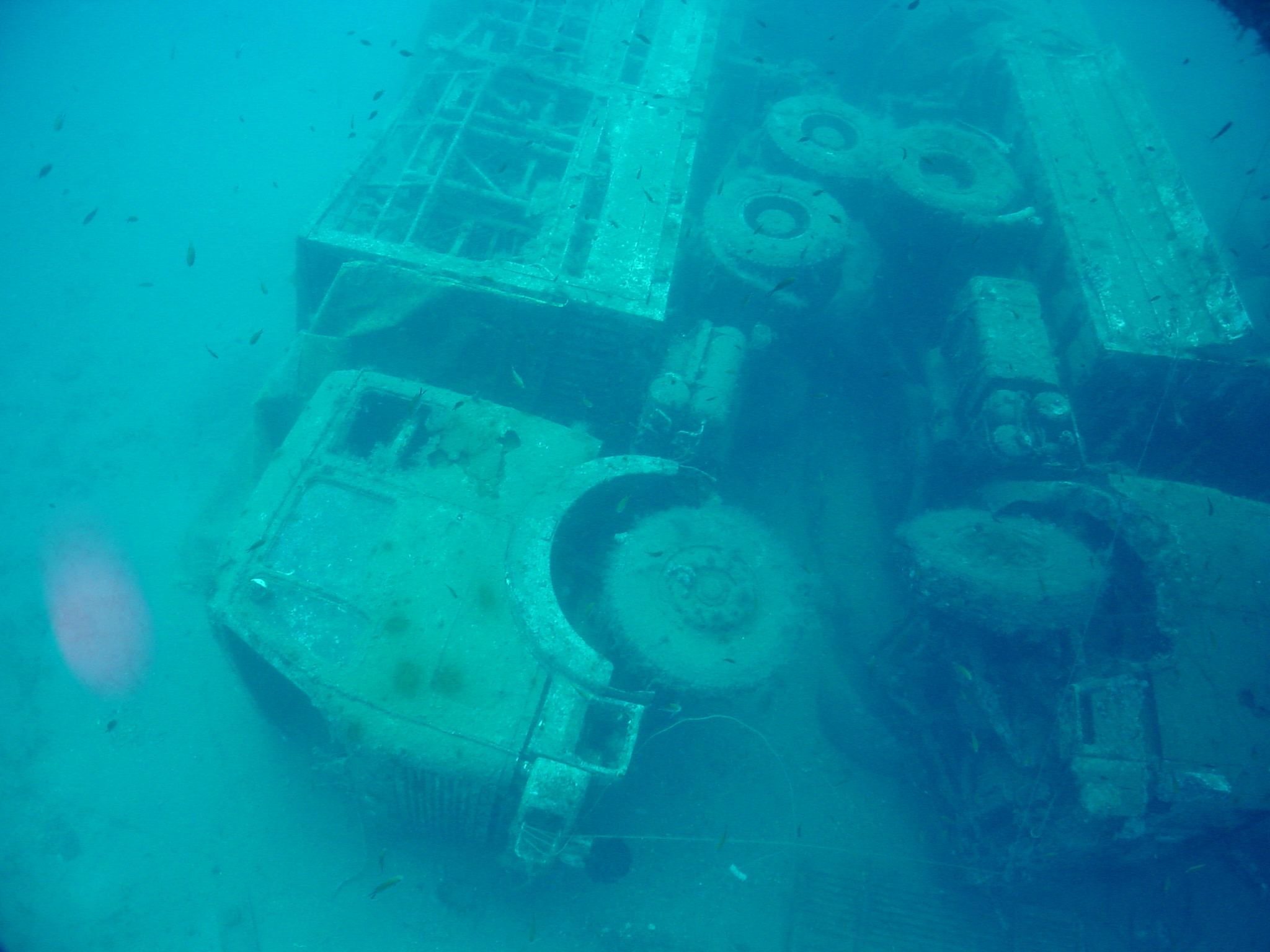
Camiones
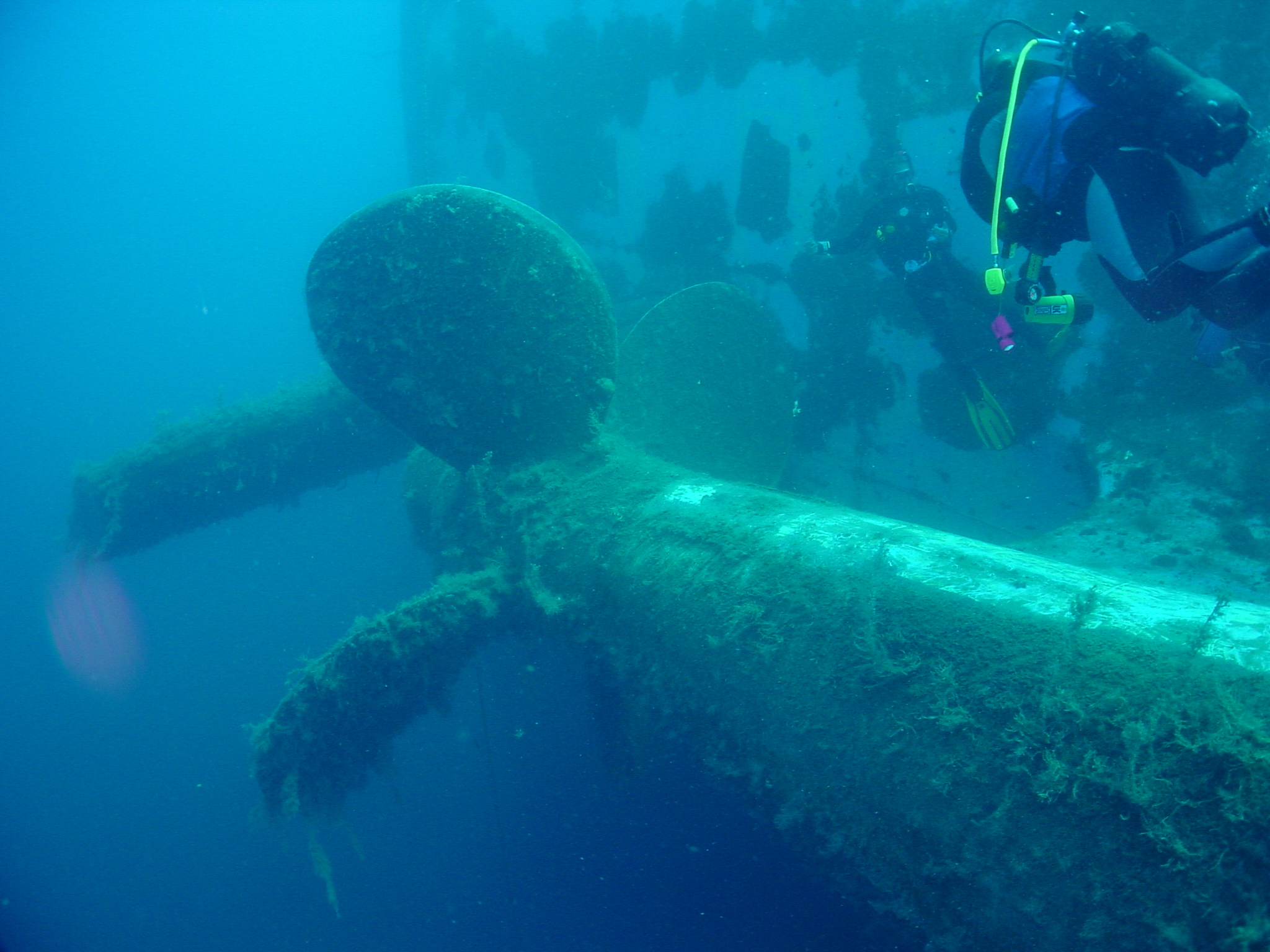
Hélice